# Zorzines catosophia
Zorzines catosophia är en fjärilsart som beskrevs av Inoue 1988. Zorzines catosophia ingår i släktet Zorzines och familjen nattflyn. Inga underarter finns listade i Catalogue of Life.